# Чоловічий рід (фільм)
«Чоловічий рід» (англ. Men) — драматичний фолк-хорор 2022 року за сценарієм та режисурою Алекса Гарленда. У головних ролях Джессі Баклі та Рорі Кіннер.
Фільм вийшов у Сполучених Штатах 20 травня 2022 року, дистриб'ютор — компанія A24, а у Великій Британії — 1 червня 2022 року, дистриб'ютор — компанія Entertainment Film Distributors.

## У ролях
| Актор         | Роль           |
| ------------- | -------------- |
| Джессі Баклі  | Гарпер Марлоу  |
| Рорі Кіннір   | Джефрі         |
| Паапа Ессієду | Джеймс Марлоу  |
| Гейл Ренкін   | Райлі          |
| Соноя Мідзуно | офіцер поліції |

## Виробництво
6 січня 2021 року було оголошено, що Алекс Гарленд напише сценарій та зрежисує фільму для A24, а Джессі Баклі та Рорі Кіннер виконають головні ролі. Згодом The Sunday Times повідомила, що до акторсько складу доєднався Паапа Ессієду.
Основне знімання розпочали 19 березня 2021 року і завершили 19 травня 2021 року у Сполученому Королівстві. 22 травня 2021 року оператор Роб Харді заявив, що знімання закінчили.

## Випуск
Фільм вийшов у Сполучених Штатах 20 травня 2022 року, дистриб'ютор — компанія A24, а у Великій Британії — 1 червня, дистриб'ютор — компанія Entertainment Film Distributors. Його показали на Каннському кінофестивалі в секції «Двотижневик режисерів» у травні 2022 року.